# 시몬 유리야
시몬 유리아(일본어: 紫門 ゆりや しもん ゆりや[*], 12월 28일 - )는 다카라즈카 가극단 전과 소속 남역 스타이다.
아이치현 나고야시, 메이토고등학교 출신이다. 키 171cm, 애칭은 "유리"이다.

## 약력
2003년, 다카라즈카 음악학교에 입학하였다.
2005년, 다카라즈카 가극단 91기생으로 차석입단. 하나구미 공연 「마라케시 붉은 묘표／엔터 더 레뷰」로 초무대. 그 후, 츠키구미에 배속되었다.
2011년, 「알제의 남자」로 신인공연 첫 주연. 신인공연 최종학년이자 마지막 찬스인 입단 7년차의 발탁이었다.
2021년 8월 16일자로 전과로 이동하였다.
2023년 10월 8일 前화조 부조장이었던 와타루 히비키의 퇴단으로 10월9일 화조 부조장으로 취임하였다.

## 출연이벤트
- 2006년 11월, 『꿈의 메모 랜덤』
- 2007년 9월, TCA 스페셜 2007『알로! 레뷰!』
- 2008년 3월, 『ME AND MY GIRL』 전야제
- 2011년 12월, 다카라즈카 스페셜 2011 『내일에 거는 꿈』
- 2012년 4 - 5월, 아스미 리오 디너쇼 『Z-LIVE』
- 2012년 12월, 다카라즈카 스페셜 2012 『더 스타즈! 〜프레 프레 센테니얼〜』
- 2014년 12월, 다카라즈카 스페셜 2014 『Thank you for 100 years』
- 2015년 8월, 세이죠 카이토 디너쇼 『Flügel』
- 2015년 12월, 다카라즈카 스페셜 2015 『New Century，Next Dream』
- 2016년 12월, 다카라즈카 스페셜 2016 『Music Succession to Next』
- 2017년 12월, 다카라즈카 스페셜 2017 『쥬템므・레뷰 -몽・파리 탄생 90주년-』
- 2018년 12월, 다카라즈카 스페셜 2018 『Say! Hey! Show Up!!』
- 2021년 11월, 『Greatest Moment』 (외부출연)

## TV출연
- 2012년 9월, TBS『올스타 감사제 가을』
- 2014년 12월, 후지테레비 『2014 FNS가요제』
- 2017년 3월, 후지테레비 『2017 FNS 노래의 봄축제』